# Бергамотові льодяники з Нансі
Бергамотові льодяники з Нансі — злегка терпкі, плоскі, квадратні, напівпрозорі золотисті цукерки, ароматизовані ефірною олією бергамота, на виробництві яких з XIX століття спеціалізуються кондитери з французького міста Нансі в Лотарингії.

## Історія

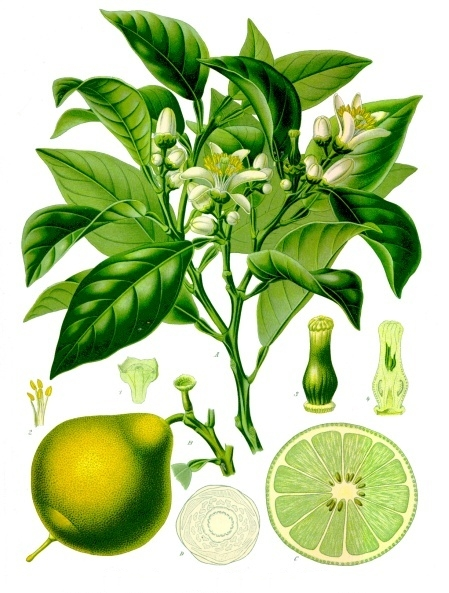
Бергамот

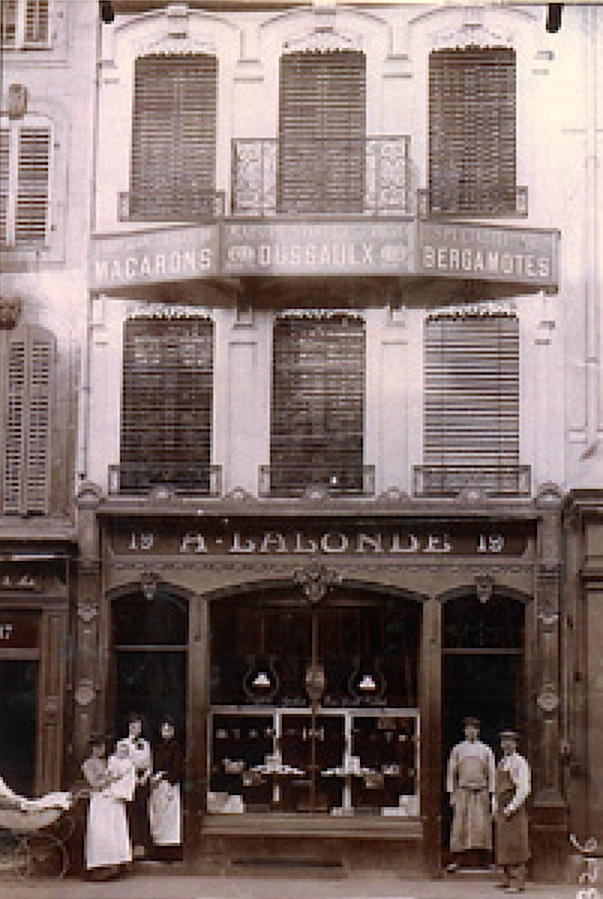
Кондитерська Dussaulx-Lalonde, за адресою rue du Pont-Mouja, 19. 1904 рік

Історично походження бергамотових льодяників з Нансі неясно. Ймовірно, у Лотарингії з плодами бергамота познайомилися завдяки герцогу Лотарингії Рене I, який також був королем Сицилії, острова, середземноморський клімат якого особливо сприяє зростанню дерев бергамоту. У Середні віки бергамот привозили з Італії паломники, які прямували в базиліку Сен-Ніколя-де-Порт, неподалік від Нансі.
Сьєр Жозеф Гільєрс, кухар і винороб Станіслава Лещинського в Люневільському замку, згадав у 1751 році у своїй книзі « e Cannaméliste français…» о пастилки з додаванням бергамотової есенції «для смаку», які герцог Лотарінг дуже любив.
У 1859 році Жан-Фредерік Годфруа Ліліх, кондитер з Вюртемберга, відкрив у Нансі кондитерську на вулиці Рю-дю-Пон-Муджа, 31. За порадою друга-парфумера, Лілліх поєднав бергамотову есенцію цукровим сиропом і надав цукерці квадратну форму. Натуралізувавшись у 1873 році, Жан-Фредерік Годфруа Лілліх змінив прізвище на Ліліг, на французький манер.
У середині XIX століття багато нансійських кондитерів, серед яких були і кондитерський будинок Lefèvre-Denise, почали виготовляти цукерки за цим рецептом.
У 1879 році Жан-Фредерік Годефруа Лілліг продав свій бізнес Жюлю Дюссолю, брату Шарля-Жозефа Дюсоля — одного з винахідників двигуна внутрішнього згоряння — кондитеру з Рю-дю-Понт-Муджа, 19 і члену міської ради Нансі. Останній у свою чергу продав його Альбер Лалонді в 1901 році. 

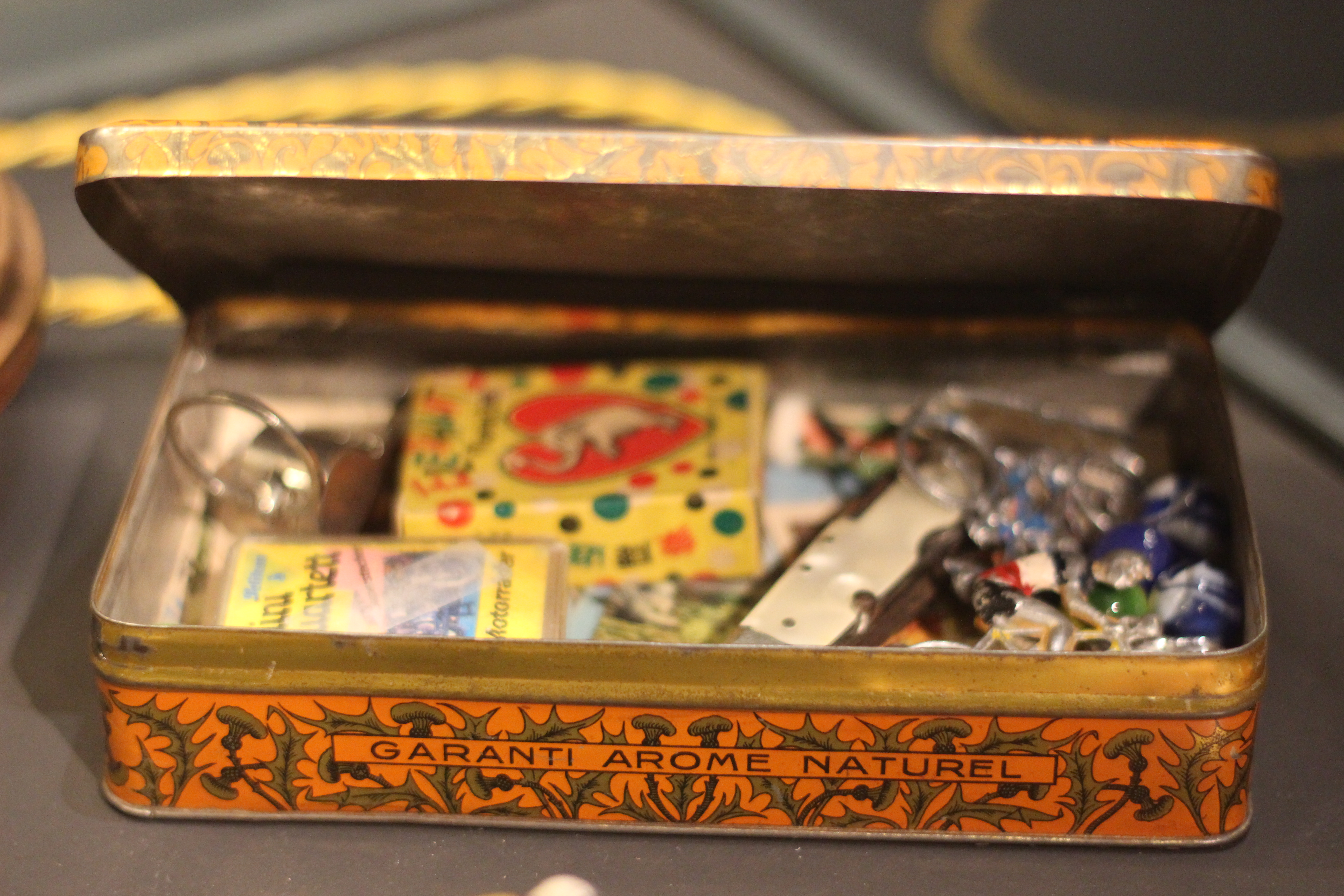
Коробка від бергамотових льодяників кондитерської Lefèvre-Denise, використана у фільмі «Амелі»

У 1898 році кондитер Луї Лефевр-Деніз зареєстрував торгову марку «Bergamottes de Nancy». Слово бергамот (фр. bergamote) тут пишеться з двома літерами «t».
Під час Міжнародної виставки Східної Франції (фр.) у 1909 році, що проходила в Нансі, бергамотові льодяники набули визнання та міжнародної популярності.
Бергамотові льодяники, вироблені вже понад півтора століття, залишаються поширеними лише локально. Їх легко знайти тільки в Нансі та Лотарингії. В основному в Нансі бувають туристи, які відвозять додому багато прикрашений бляшанки, таким чином, зробивши цей місцевий продукт відомим за межами регіону.
У фільмі «Амелі» 2001 року стара коробка від «Bergamottes de Nancy» кондитерської фабрики Жоржа Лефевра з дитячими спогадами про маленького хлопчика, яку героїня випадково виявила за плінтусом, — це данина рокам навчання в Нансі режисера фільму Жан.

## Виробництво

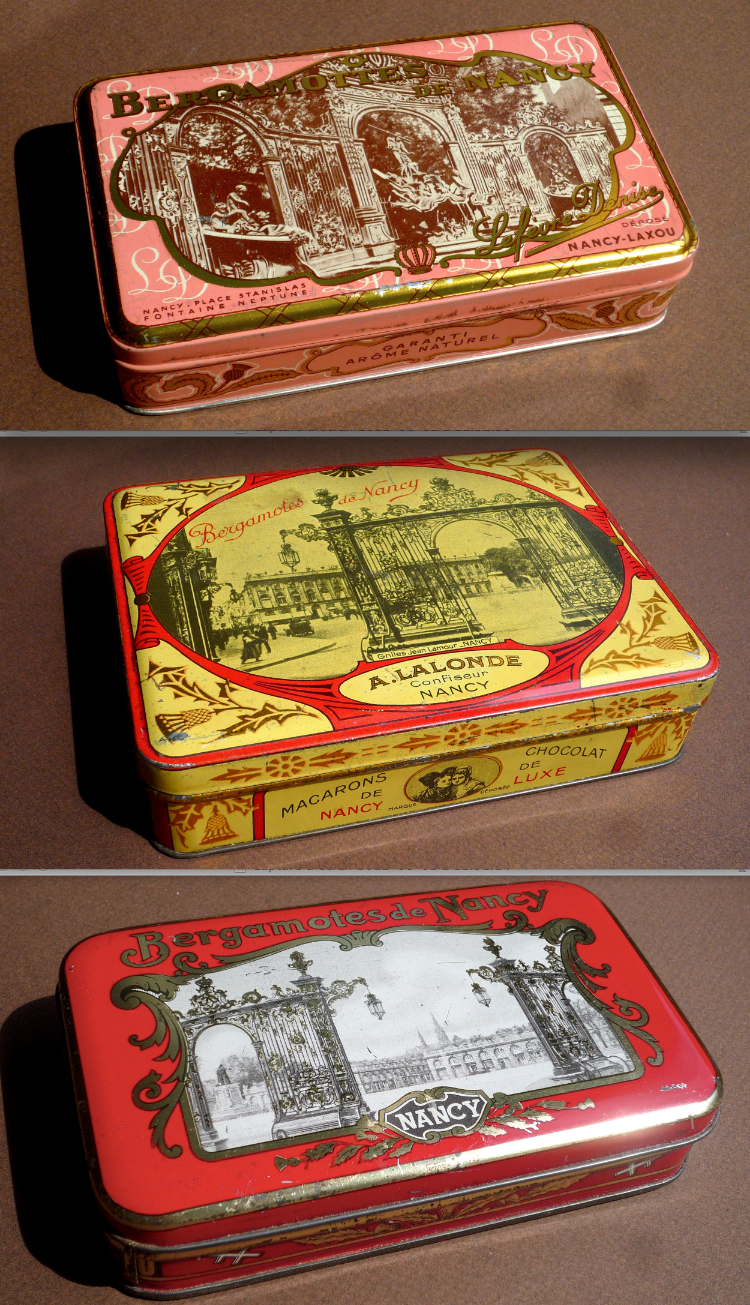
Бляшані коробки з бергамотовими льодяниками з Нансі з фотографічними видами площі Станіслава та ґратами Жана Ламура (фр.). Близько 1950 року

### Інгредієнти
Цукор, глюкозний сироп (фр.), натуральна ефірна олія бергамоту.

### Процес виробництва
До цукру додають воду і глюкозний сироп і нагрівають у мідному котлі приблизно до 150 °C. Наприкінці приготування додають кілька крапель ефірної олії калабрійського бергамоту. Суміш наливають на мармур, охолоджують, а потім нарізають валиком або роликом на маленькі квадрати, що дозволяє отримати цукерку вагою близько 5 грамів. Потім льодяники відокремлюються, просіюються і індивідуально завертаються в прозорий папір.

### Упаковка
Продаються в жерстяних коробках з видом на площу Станіслава та ворота Жана Ламура (фр.), емблемами Нансі, та прикрашені зображенням лотарингського татарника та хрестом Лотарингії, символами регіону. У коробках льодяники відмінно захищені від світла та вологості та зберігаються протягом декількох місяців. Деякі кондитерські, такі як Lefèvre-Lemoine або Sœurs Macarons, продовжують випускати упаковки зі своїми іменами. Інші використовують нейтральні коробки.

## Захист кондитерських виробів
Бергамотові льодяники з Нансі захищають різними способами як комерційними, так і географічними.

### Бренд «Bergamottes de Nancy»
Цей бренд зареєстрований у 1898 році кондитерською Lefèvre-Denise (фр.). Таким чином, ця кондитерська першою офіційно захистила свою продукцію.

### Захищена географічна вказівка
Асоціація виробників бергамотних льодяників з Нансі отримала 21 червня 1996 перевагу Захищеної географічної вказівки (IGP, фр.) для бергамотових льодяників з Нансі.
У специфікації вказані різні характерні особливості виробництва (натуральна ефірна олія виключно з Калабрії, розмір, прозорість тощо) та упаковки.
На 2012 рік, бергамотні льодяники з Нансі були єдиним кондитерським продуктом зі знаком «IGP» у Франції. Тридцять три тонни бергамотових льодяників із Нансі зі знаком IGP продаються щорічно. Тільки цей ярлик гарантує "Справжні бергамотові льодяники з Нансі" ("Véritable bergamotes de Nancy").